# Rajd Elmot 1994
Rajd Elmot 1994 – 22. edycja Rajdu Elmot. Był to rajd samochodowy rozgrywany od 13 do 14 maja 1994 roku. Była to trzecia runda Rajdowych Samochodowych Mistrzostw Polski w roku 1994. Rajd składał się z dziewiętnastu odcinków specjalnych.

## Wyniki końcowe rajdu[1]
| Miejsce | Kierowca            | Pilot              | Samochód                    | Czas    | Strata | Grupa Klasa |
| ------- | ------------------- | ------------------ | --------------------------- | ------- | ------ | ----------- |
| 1       | Robert Herba        | Artur Skorupa      | Nissan Sunny GTI-R          | 1:33:53 | -      | A8          |
| 2       | Andrzej Chojnacki   | Piotr Namysłowski  | Ford Escort RS Cosworth     | 1:34:20 | +27    | N4          |
| 3       | Paweł Przybylski    | Krzysztof Gęborys  | Toyota Celica GT-4          | 1:34:33 | +40    | A8          |
| 4       | Robert Gryczyński   | Tomasz Ryborz      | Ford Sierra RS Cosworth 4x4 | 1:34:40 | +47    | N4          |
| 5       | Bogdan Herink       | Barbara Stępkowska | Renault Clio Williams       | 1:34:51 | +58    | A7          |
| 6       | Cezary Fuchs        | Jakub Mroczkowski  | Ford Escort RS Cosworth     | 1:35:33 | +1:40  | N4          |
| 7       | Romuald Chałas      | Zbigniew Atłowski  | Ford Escort RS Cosworth     | 1:36:34 | +2:41  | N4          |
| 8       | Waldemar Doskocz    | Aleksander Dragon  | Renault Clio 16V            | 1:37:38 | +3:45  | A7          |
| 9       | Wiesław Stec        | Maciej Maciejewski | Mitsubishi Galant VR-4      | 1:38:01 | +4:08  | N4          |
| 10      | Dariusz Wirkijowski | Marcin Augustyn    | Ford Sierra RS Cosworth 4x4 | 1:39:14 | +5:21  | N4          |